# 亚芝巴珑
亚芝巴珑是印度尼西亚中爪哇省万由马士县下辖的一个镇。该镇位于万由马士县的西部，距离普禾加多中心区约18公里。2014年该镇人口为93,415人，面积为66.50平方公里，包括17个村庄。政治和经济中心位于西亚芝巴珑村和东亚芝巴珑村。